# Autorité Malvestiti
La Haute Autorité Piero Malvestiti est la quatrième haute autorité de la Communauté européenne du charbon et de l'acier (CECA), en fonction entre le 15 septembre 1959 et le 22 octobre 1963.

## Composition
| Image                    | Nom                  | Fonction | Responsabilité dans d’autres groupes de travail | Pays                 |
| ------------------------ | -------------------- | --- | ----------------------------------------------- | -------------------- |
| Piero Malvestiti         | Piero Malvestiti     | - Président de la Haute Autorité de la Communauté européenne du charbon et de l’acier                                                |                                                 | Italie               |
| Dirk-Pieter Spierenburg  | Dirk Spierenburg     | - Premier vice-président de la Haute Autorité (jusqu'à sa démission le 25 septembre 1962)                                            |                                                 | Pays-Bas             |
| Johannes Linthorst Homan | Hans Linthorst Homan | - Premier vice-président de la Haute Autorité (à partir du 15 décembre 1962)                                                         |                                                 | Pays-Bas             |
| Albert Coppé             | Albert Coppé         | - Second vice-président de la Haute Autorité chargé des Règles de concurrence y compris pour le secteur des Transports               |                                                 | Belgique             |
| Fritz Hellwig            | Fritz Hellwig        | - Membre (à partir de janvier 1963) chargé de la Coordination des politiques énergétiques et des Marchés du charbon et de l'Acier    |                                                 | Allemagne de l'Ouest |
| Paul Finet               | Paul Finet           | - Membre chargé des Problèmes sociaux, des Finances et Investissements, et de la Politique économique et du développement industriel |                                                 | Belgique             |
| Roger Reynaud            | Roger Reynaud        | - Membre |                                                 | France               |
| Heinz Potthoff           | Heinz Potthoff       | - Membre (jusqu'au 10 août 1962) |                                                 | Allemagne de l'Ouest |
| Karl-Maria Hettlage      | Karl-Maria Hettlage  | - Membre |                                                 | Allemagne de l'Ouest |
| Pierre-Olivier Lapie     | Pierre-Olivier Lapie | - Membre |                                                 | France               |
| Albert Wehrer            | Albert Wehrer        | - Membre |                                                 | Luxembourg           |

## Sources

## Compléments